# 久保哲司
久保 哲司（くぼ てつじ、1946年11月27日 - 2003年6月10日）は、日本の政治家。元衆議院議員（3期）。

## 経歴
- 1946年（昭和21年） - 大阪府河内長野市に生まれる
- 1965年（昭和40年）
  - 3月-大阪府立富田林高等学校卒業
  - 4月 - 大阪府庁入庁・大阪市立大学法学部二部入学
- 1969年（昭和44年） - 大阪府上級職員合格・大阪市立大学法学部二部卒業
- 1983年（昭和58年） - 大阪府南河内郡河南町理事
- 1993年（平成5年） - 第40回衆議院議員総選挙大阪4区初当選
- 1996年（平成8年） - 第41回衆議院議員総選挙比例近畿ブロック当選
- 2000年（平成12年） - 第42回衆議院議員総選挙比例近畿ブロック当選
- 2002年（平成14年） - 衆議院国土交通委員長
- 2003年（平成15年） - 肝不全のため東京大学医学部付属病院で死去

## その他
- 衆議院議員高木陽介とは、同期当選。
- 官製談合防止法は、久保が公明党の同法のプロジェクト・チーム座長として成立に尽力した法律。

| 議会          | 議会                                 | 議会          |
| ------------- | ------------------------------------ | ------------- |
| 先代 赤松正雄 | 衆議院国土交通委員長 2002年 - 2003年 | 次代 河合正智 |